# 拉韦龙
拉韦龙（法語：Laveyron，法語發音：[laveʁɔ̃]）是法国德龙省的一个市镇，属于瓦朗斯区。

## 地理
拉韦龙（45°12'0"N, 4°48'44"E）面积5.32 平方千米，位于法国奥弗涅-罗讷-阿尔卑斯大区德龙省，该省份为法国东南部内陆省份，北起顺时针与伊泽尔省、上阿尔卑斯省、上普罗旺斯阿尔卑斯省、沃克吕兹省和阿尔代什省接壤。
与拉韦龙接壤的市镇（或旧市镇、城区）包括：昂当斯、萨拉、昂当塞特、博桑布朗、圣巴泰勒米-德瓦尔斯、圣于兹、圣瓦利耶。

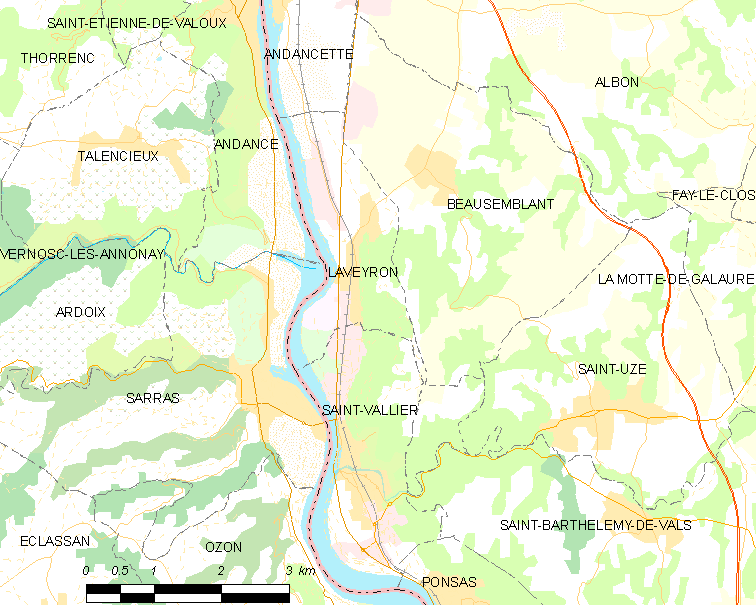
拉韦龙的OSM定位图

拉韦龙的时区为UTC+01:00、UTC+02:00（夏令时）。

## 行政
拉韦龙的邮政编码为26240，INSEE市镇编码为26160。

## 政治
拉韦龙所属的省级选区为圣瓦利耶县。

## 人口

1962-2008年间拉韦龙人口变化图示

拉韦龙于2022年1月1日时的人口数量为1253人。